# Пештера (община)
Пештера (болг. Община Пещера) — община в Болгарии. Входит в состав Пазарджикской области. Население составляет 23 972 человека (на 21.07.05 г.).

## Состав общины
В состав общины входят следующие населённые пункты:
1. Капитан-Димитриево
2. Пештера
3. Радилово